# Hans Melchior
Hans Melchior (Berlim, 5 de agosto de 1894 — Berlim, 12 de março de 1984) foi um botânico, autor de um sistema de classificação das angiospérmicas.

## Biografia
Melchior nasceu em Berlim, cidade onde estudou botânica na Universidade Humboldt de Berlim, onde foi assistente de Gottlieb Haberlandt no Instituto de Fisiologia das Plantas, onde obteve o doutoramento em 1920.
A 1 de outubro de 1920 foi nomeado assistente no Museu Botânico e Herbário de Berlim-Dahlem, o início de uma carreira ininterrupta no instituto em que passou por todas as funções, terminando a sua carreira como director interino (1958–1959) e professor de Botânica, leccionado desde 1940 na Universidade Técnica de Berlim.
Entre suas muitas contribuições para a taxonomia das plantas constam as suas revisões sistemáticas das famílias Medusagynaceae, Theaceae, Violaceae e Canellaceae, estudos que preparou para a segunda edição da obra Die Natürlichen Pflanzenfamilien de Adolf Engler e Karl Anton Eugen Prantl. Também se lhe deve a publicação como editor, com Erich Werdermann, da 12.ª edição (1954-1964) da obra Syllabus der Pflanzenfamilien de Engler. A sua última grande contribuição (com Hans Kastner) foi a obra Gewurze (1974).
O seu principal interesse era o estudo das famílias Violaceae, Theaceae e Bignoniaceae e, especialmente nos seus primeiros anos de trabalho, na flora dos Alpes. Ele recebeu sua introdução a essa flora em excursões que realizou como estudante de Engler, das quais reteve as melhores lembranças e atribuiu a eles o despertar do seu interesse pela sistemática das plantas. Melchior foi membro fundador da International Association for Plant Taxonomy, a I.A.P.T., permanecendo membro activo desta instituição até falecer.
O género Melchiora Kobuski, sinónimo taxonómico de Balthasaria, da família Theaceae, foi assim designado em sua honra.